# 君去りし後
『君去りし後』（きみさりしあと、原題・英語: Since You Went Away）は、1944年に製作・公開されたアメリカ合衆国の映画である。

## 概要
第二次世界大戦下における『若草物語』現代版を企図してデヴィッド・O・セルズニックが製作、ジョン・クロムウェルが監督、クローデット・コルベールが主演した。

## キャスト
- アン・ヒルトン：クローデット・コルベール
- ジェーン・デボラ（アンの娘）：ジェニファー・ジョーンズ
- トニー・ウィレット：ジョゼフ・コットン
- ブリジェット（ジェーンの妹）：シャーリー・テンプル
- ウィリアム・G・スモレット：モンティ・ウーリー
- 聖職者：ライオネル・バリモア
- ウィリアム・G・スモレット2世：ロバート・ウォーカー
- フィデリア：ハティ・マクダニエル
- エミリー・ホーキンス：アグネス・ムーアヘッド
- ゾフィア・コスロフスカ：アラ・ナジモヴァ

## スタッフ
- 監督：ジョン・クロムウェル
- 製作/脚本：デヴィッド・O・セルズニック
- 音楽：マックス・スタイナー
- 撮影：スタンリー・コルテス、リー・ガームズ
- プロダクションデザイン：ウィリアム・L・ペレイラ
- 装置：マーク＝リー・カーク
- 録音：パーシー・タウンゼンド
- 特殊効果：ジャック・コズグローヴ
- 衣裳：エルマー・エルズワース（クレジットなし）

## アカデミー賞受賞・ノミネーション
- 受賞
  - 作曲賞：マックス・スタイナー
- ノミネーション
  - 作品賞
  - 主演女優賞：クローデット・コルベール
  - 助演女優賞：ジェニファー・ジョーンズ
  - 助演男優賞：モンティ・ウーリー
  - 撮影賞（白黒）：スタンリー・コルテス、リー・ガームズ
  - 美術賞（白黒）：マーク＝リー・カーク、ヴィクター・A・ギャンジェリン
  - 編集賞：ハル・C・カーン、ジェームズ・E・ニューカム
  - 特殊効果賞：ジャック・コズグローヴ、アーサー・ジョンズ

## エピソード
プロデューサーであるデヴィッド・O・セルズニックは、当時不倫関係にあったジェニファー・ジョーンズと、その夫ロバート・ウォーカーを恋人同士の役で起用した。しかし、既にジョーンズとセルズニックの不倫は公然の秘密となっており、夫婦仲の冷め切っていたジョーンズとウォーカーは撮影期間中の1943年11月に別居し、映画公開の1年後、1945年6月に離婚が成立した。